# Stankovci (Žakanje)
Stankovci is een plaats in de gemeente Žakanje in de Kroatische provincie Karlovac. De plaats telt 23 inwoners (2001).